# Намести Републики
«На́мести Републики» (чеш. Náměstí Republiky, чешское произношение - «намнести» — «Площадь Республики») — станция пражского метрополитена. Расположена на линии B между станциями «Мустек» и «Флоренц».
Открыта 2 ноября 1985 года в составе первого участка линии.
Путевые стены облицованы шумопоглощающей плиткой золотистого цвета.

## Интересные места рядом со станцией
Недалеко находится пражская Пороховая башня.

### Наводнение 2002 года
Станция сильно пострадала в результате затопления во время наводнения в августе 2002 года. Открыли её после восстановления 1 марта 2003 года.
У станции расположен вокзал имени Томаша Гаррига Масарика (чеш. Masarykovo nádraží), обслуживающий в основном пригородные поезда.
В перспективе станция будет иметь пересадку на линию D.